# 天津机场雕塑被拆事件
天津机场雕塑被拆事件是指2008年4月7日下午天津市副市长熊建平在视察即将投入使用的天津滨海国际机场新航站楼时，因“不喜欢这颜色”“不喜欢杨柳青年画”的个人好恶原因而勒令限期拆除斥资200万、耗时2年的雕塑《飞翔》而引发大量批评的争议性事件。

## 背景
2006年夏天，天津美术学院综合绘画系主任曲健雄接受天津滨海国际机场委托，为其新航站楼创作主题雕塑“飞翔”，雕塑的基本元素是48片不同颜色的羽毛状色片，排列成三个扬起的风帆，并组合成升腾的羽翼。按照最初的创作要求，室内的主题雕塑要彰显地方特色。曲健雄基于此，在解决好在室内光线的问题的前提下，吸收了天津地方民俗中著名的“杨柳青年画”和“风筝魏”的一些元素作为雕塑创作的灵感，“杨柳青年画”和“风筝魏”均为天津民俗的百年老字号，浓缩了当地的文化和地方特色之精华，极具有代表性。2008年3月12日，由天津市第三建筑公司承建的天津滨海国际机场新航站楼雕塑“飞翔”落成。

## 事件经过

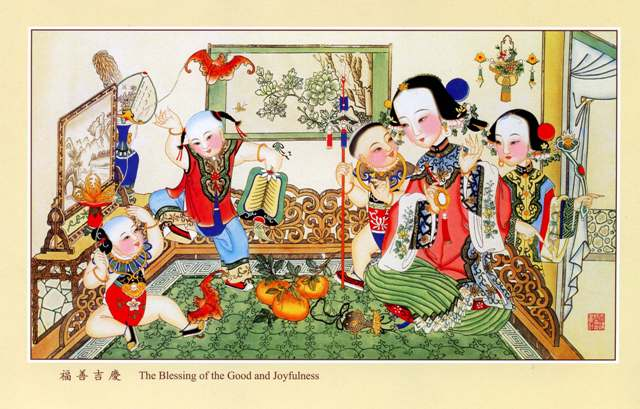
杨柳青年画

2008年4月7日下午，天津市副市长熊建平到天津机场进行视察，在看到高14米的雕塑“飞翔”时，当即表示不喜欢该雕塑，并勒令马上拆除。天津机场随行人员询问其不喜欢雕塑的哪里，熊建平表示，不喜欢雕塑的颜色。机场人员向其解释，该雕塑的颜色是吸取了具有天津民俗地方特色的杨柳青年画的颜色。但熊建平给予的答复却是：“我不喜欢杨柳青年画，马上拆掉！”在接下来的日子，作为投资方和使用方的首都国际机场集团和天津滨海国际机场方面极力争取保留雕塑“飞翔”，但最终没能成功。知情人士顾鑫桦在《华夏时报》记者采访时表示，天津机场原董事长、党委书记张木生也对“飞翔”表示满意。要拆的传言出来之后，张木生两次给雕塑的设计者曲健雄打电话，希望还就此事有斡旋，但仍然没能保留该雕塑。最终在天津机场新航站楼投入使用前，该雕塑在未经任何程序的情况下被拆除。事后雕塑作者曲健雄，指责这个事件反映出一个社会民主与法制的缺席，社会监督和民主程序的不健全。

## 新闻封锁与报道
事发之后，天津市的地方媒体均接到来自天津市相关部门的通知，不得报道、讨论和宣传“天津机场雕塑被拆事件”，但该事件被包括中国中央电视台、《华夏时报》等全国性和外省市媒体广泛报道和讨论。《华夏时报》的记者从其他渠道获悉，在限令拆除“飞翔”雕塑之后，天津机场也就短信要求当地媒体“不予报道”，随后许多媒体记者收到了不再允许报道“飞翔”的邮件。2008年4月28日，中央电视台的评论性节目《新闻1加1》批评这个事件所反映出的长官意志，并质疑“该雕塑当时为什么被建？现在为什么被拆？拆的原因是什么？200万元的损失由谁来负责？”

## 摄影作品
在雕塑拆除之后，雕塑的作者曲健雄以纪录该事件主题的摄影作品集《关于一次被拆的暴力事件》参加2009平遥国际摄影大展。